# Sønderholm
Sønderholm is een plaats in de Deense regio Noord-Jutland, gemeente Aalborg. De plaats ligt ten zuidwesten van de stad Aalborg en telt 858 inwoners (2007).

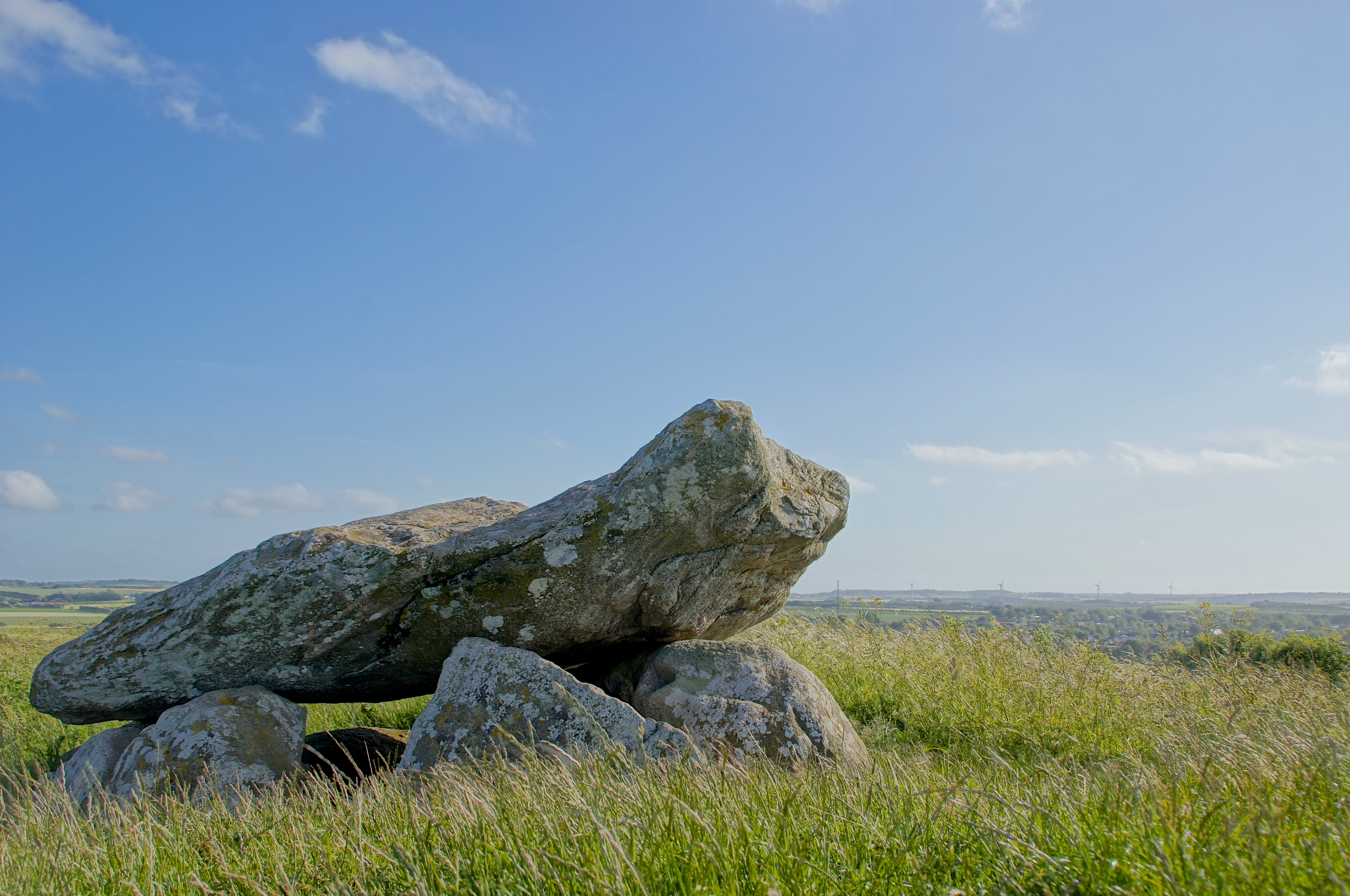
Dolmen bij Troldkirken